# 葉月紗絢
葉月 紗絢（はづき さあや、1983年8月15日 - ）は、日本のAV女優。コーラルプロモーション所属。
趣味：ショッピング。

## 略歴
- 2006年にAVデビュー。

- 2010年2月20日を最後にブログ更新を停止していたが、同年にブログを閉鎖した。

## 作品

### アダルトビデオ
2007年
- ワリのいいバイトをはじめた娘。16　さぁや（2月10日、プレステージ）
- エスカレートするドしろーと娘 104（4月1日、プレステージ）
- 素人生汁娘 東京サポ 38 Sちゃん（5月2日、プレステージ）
- ＆Fashion 62 ‘Sa-ya’（6月29日、ゴーゴーズ）
- DOKIレズ13（8月3日、アウダースジャパン）共演:大沢佑香、美咲沙耶、麻生岬
- 嬢様とメイドの禁断な関係Ⅱ(8月3日、アウダースジャパン)共演:大沢佑香、美咲沙耶、麻生岬
- 接吻や乳首舐められながら手コキされた僕。（10月1日、ワンズファクトリー）オムニバス作品 他出演:紅音ほたる、宝月ひかる、加藤ツバキ、彩芽はる、朝倉みき、響鳴音、中村さら、月嶋りお、小林芽衣
- 発情OL オフィスで… 22 （10月26日、クリスタル映像）オムニバス作品 他出演:佐伯奈々、永井レイカ、加藤ツバキ、福岡京子、芳本みゆ

2008年
- スキモノな女たち （1月5日、SODクリエイト）共演:長澤リカ、石川かれん、南原香織
- レズ乱交 SP2 （1月25日、アウダースジャパン）共演:三上翔子、橘真央、紫彩乃、桜田さくら、友田真希、松岡理穂、柚月ひかる、姫野愛、椎名りく、麻生岬、美咲沙耶、大沢佑香、国生みさき、葉月奈穂、愛音ゆう、園原みか、大石もえ、沢井真帆、真鍋あや、泉まりん
- 癒しの楽園型風俗 TOKYOビューティーモデルリゾート （2月15日、NEXT GROUP）共演:上原リナ、桜井梨花、村上里沙
- くっきりくびれの美尻淫乱お姉さん達と顔面騎乗乱交! （2月19日、クロス）共演:大沢佑香、真島みゆき、村田久美
- 狂おしき接吻と情交 新妻と義父 葉月紗絢 （3月6日、ヒビノ）
- 我慢できない女 色に狂う巨乳妻 山口玲子 葉月紗絢 （4月13日、FAプロ・プラチナ）共演:山口玲子
- サディスティック痴女覚醒 Wild Thing nao. 葉月紗絢 （5月7日、Wild Thing）共演:nao.
- ギャルは中出し、時々、3P（6月27日、メディアバンク）共演:美月るか、愛菜りな
- レズメイド SP（7月18日、アウダースジャパン）共演:七咲楓花、矢部なつみ、本上花梨、美咲沙耶、麻生岬、清原りょう、姫川りな、早乙女みなき、松野ゆい、大沢佑香
- 超絶痴女QUEEN極上ファックSP!! VOL.3 （8月15日、NEXT GROUP）オムニバス作品 他出演:三浦亜沙妃、近藤優希、中島佑里、清原りょう、南沙也香、上原リナ
- 隠し撮り! 現場裏でスタッフが女優をマジ口説き! （9月26日、メディアバンク）オムニバス作品 他出演:美月るか、一ノ瀬あきら、広瀬ゆな、横須賀ねね
- おはズボッ!お願い、誰か助けて～! （11月28日、アテナ映像）共演:矢沢みらい、篠原梓、黒川まこ
- 生中出し女子校生4時間 6 （12月19日、メディアステーション）オムニバス作品 他出演:ふわり、桃咲たえ、市川よしの、辻さき、石川みずき、飯島くらら

2009年
- レズ姉妹 SP （3月20日、アウダースジャパン）共演:松野ゆい、姫川りな、神崎レオナ、紅りんご、千堂ゆりあ、瀬戸ひなた、茅ヶ崎ありす、蒼月ひかり、綾瀬はるな、西尾いずみ、清原りょう、麻生岬、持田茜
- 男のドリームバケーション ビューティーギャルリゾート （5月20日、NEXT GROUP）共演:三浦亜沙妃、星優乃、桜井梨花、結川るり、村上里沙、前園リカ、紅りんご
- レズまんぐり返し SP （6月5日、アウダースジャパン）他多数出演
- ギャル生中出しFUCK 10連発4時間 （6月12日、メディアバンク）共演:小笠原咲、松下まりあ、山下優、愛菜りな、新垣さや、村上里沙、瞳れん
- ドエロ接吻娘!私のエロフェラ見てちょうだい! （6月19日、映天）
- 女子校生の唾液ニュルニュル手コキ （6月19日、OFFICE K'S）オムニバス作品 他出演:桃咲まなみ、中川あやの、宮崎あい、小日向ひな、木村シアラ
- 淫棒狂い EROTIC SISTERS 色欲エロ姉妹 菜月綾 葉月紗絢 （6月25日、FAプロ・プラチナ）共演:菜月綾
- ベロちゅ～＆SEX王国 DEEP KISS＆SEX KINGDOM VOL.2 （8月25日、FAプロ・プラチナ）オムニバス作品 他出演:竹下なな、椎名りく、乙葉みくる、加藤ゆめ、葉月里彩、愛菜りな、宮崎あい、川上ゆう
- 蛇舌スペシャル! 最強のフェラ姫ツートップ! （9月4日、映天）共演:星優乃
- 即尺精飲公衆便女 2 （9月18日、映天）オムニバス作品 他出演:村上涼子、星優乃、松浦らん、高坂保奈美
- 最高に下品なすごい長舌美女の接吻しまくりベロベロ大乱交 （10月1日、MOODYZ）共演:星優乃、柳田やよい、真咲南朋、柊りん
- ミクロヌード ‘超接写’女体分解 （10月20日、プールクラブ・エンタテインメント）共演:滝沢あんな、黒川ひなの、北谷静香、坂本麻弥
- イラマ天狗 ひなのりく 葉月紗絢 （10月20日、レイディックス）共演:ひなのりく
- うちの担任の脚はとにかくイイ 葉月紗絢 （11月1日、ワンズファクトリー）
- 鬼フェラ地獄 Ⅴ 大槻ひびき・葉月紗絢 （11月20日、レアル・ワークス）共演:大槻ひびき
- 人間凶器 廃人file.04 葉月紗絢 （11月25日、しのだプロジェクト）
- ソルトシャワー 熟若女のおしっこみせて Vol.2（12月19日、ゲロニア/妄想族）他多数出演

2010年
- フェラコレ2010春SP 35人のフェラジェンヌ（4月25日、隼エージェンシー）他34名出演
- 女子高生お漏らしトイレオナニー盗撮 (5月1日、虎堂)オムニバス作品 他出演:相沢梨花、遥心美、月嶋美唯、稲森しほ
- 口にたらたらと涎を溜めてチ○ポを包みゆっくりとマ○コに入れたみたいな咥え方で痴女る淫乱キャンペーンガールの猥褻フェラチオ (6月4日、映天)オムニバス作品 他出演:藤崎クロエ、遥心美、月嶋美唯、稲森しほ

2011年
- OLたちの職場に内緒のHなアルバイト 04 （2月23日、GIFT）ダイジェスト作品 他出演:海馬 ゆう、小林あやか、藤倉みやび、観月セイラ